# Chandler Massey
Chandler Massey est un acteur américain né le 10 septembre 1990 à Atlanta. Massey est né et a grandi à Atlanta, en Géorgie. Il est le fils de Lewis A. Massey, ancien secrétaire d'État de la Géorgie et Amy Massey. Il est l'aîné d'un frère Christian et d'une sœur Camryn. 
Il est diplômé de Norcross High School en mai 2009. Tandis que là, il a été actif dans son club de théâtre et a participé à un grand nombre de productions de l'école, y compris en jouant les rôles principaux dans Little Shop of Horrors, Vol au-dessus d'un nid de coucou, Guys and Dolls et How to Succeed in Business Without Really Trying.
Plus tard, il s'installe à Los Angeles pour assister à l'UCLA et de poursuivre une carrière d'acteur. Pendant ses études à l'UCLA, Massey était sur l'équipe Ultimate Frisbee et a valu le surnom "Boum Boum".  
Chandler Massey a joué dans le soap opera Des jours et des vies de 2010 à 2014 où il a d'ailleurs remporté trois Emmy Awards consécutifs au Daytime Emmy Awards. Il est colocataire avec son ancien collègue de Des jours et des vies, Casey Deidrick. 

## Filmographie sélective
| Année | Titre              | Rôle            | Commentaire                        |
| ----- | ------------------ | --------------- | ---------------------------------- |
| 2012  | 16-Love            | Farrell Gambles | Réalisateur : Adam Lipsius         |
| 2014  | Angels in Stardust | Angelo          | Réalisateur : William Robert Carey |
| 2015  | The Standoff       | Chris Goodman   | Réalisateur : Ilyssa Goodman       |
| 2016  | Butterfly Caught   | Terry           | Réalisateur : Manny Rodriguez, Jr. |
| 2016  | Hide in the Light  | Shane           | Réalisateur : Mikey McGregor       |

| Année     | Titre                 | Rôle                   | Commentaire                     |
| --------- | --------------------- | ---------------------- | ------------------------------- |
| 2009      | One Tree Hill         | Lucas                  | Episode: "Screenwriter's Blues" |
| 2009      | Eastbound & Down      | Pitcher Pliny Caldwell | Episode: "Chapitre 3"           |
| 2009      | Army Wives            | Ben Goldsmith          | Episode: "Duty to Inform"       |
| 2010-2014 | Des jours et des vies | Will Horton            | 653 épisodes                    |
| 2015      | Bad Judge             | Derek                  | Episode: "The Fixer"            |
| 2021      | Prochain arrêt, Noël  | Ben Lee                | Réalisateur Dustin Rikert       |

## Distinctions

### Récompenses
- 2012, 2013 et 2014 : Daytime Emmy du meilleur jeune acteur dans une série télévisée dramatique pour Des jours et des vies.